# Nyári Oszkár
Nyári Oszkár (Mór, 1968. július 23. –) Jászai Mari-díjas magyar roma színész, rendező, színházi pedagógus, a Karaván Művészeti Alapítvány vezetője.

## Életpályája
Már gyermekkorától fogva vonzotta a színház világa. A III. Béla Gimnáziumban érettségizett 1986-ban. A veszprémi színházban volt segédszínész, majd 1992-ben felvették a Színház- és Filmművészeti Főiskola színész szakára, Kerényi Imre osztályába. 1996 júniusában diplomázott le, még ebben az évben a kaposvári Csiky Gergely Színházba szerződött, aminek azóta is tagja. 1996 és 2000 között vezette a Magyar Televízió Roma Magazinját. 2000-ben Budapesten megalapította a Karaván Művészeti Alapítványt, melynek célja a hátrányos helyzetű, elsősorban roma származású fiatalok segítése. 2003-tól 2005-ig a Maladype Találkozások Színházának társulatával is játszott. 2013-ban bekerült a Kaszás Attila-díj első három jelöltje közé.

## Magánélete
Felesége Nyári Szilvia színésznő.

## Szerepei
Fontosabb színházi szerepei:
A Színházi adattárban regisztrált bemutatóinak száma: 74.
- Pinokkió (Róka) – Csiky Gergely Színház, Kaposvár (1996)
- Luxemburg grófja (operett) (Lord Lanchester) – Csiky Gergely Színház, Kaposvár (1996)
- Az üvegcipő (Őrmester) – Csiky Gergely Színház, Kaposvár (1996)
- Titus Andronicus (Lucius Andronicus) – Csiky Gergely Színház, Kaposvár (1996)
- A tanítónő (Ifjú Nagy István) – Csiky Gergely Színház, Kaposvár (1996)
- Sárga Csikó (Prímás) – Csiky Gergely Színház, Kaposvár (1997)
- Fojtás (Tomovity) – Csiky Gergely Színház, Kaposvár (1997)
- Hókirálynő (Tanácsnok) – Csiky Gergely Színház, Kaposvár (1998)
- Dandin György (Lubin) – Csiky Gergely Színház, Kaposvár (1998)
- Keith márki (Saranief) – Csiky Gergely Színház, Kaposvár (1998)
- Szemfényvesztés (Eraste) – Csiky Gergely Színház, Kaposvár (1999)
- Rokonok (Valki képviselő) – Csiky Gergely Színház, Kaposvár (1999)
- A balkon (bíró) – Csiky Gergely Színház, Kaposvár (1999)
- Sweeney Todd (Fogg) – Csiky Gergely Színház, Kaposvár (1999)
- Heilbronni Katica avagy a tűzpróba (Freiburg gróf) – Csiky Gergely Színház, Kaposvár (1999)
- Háztűznéző (Anucskin) – Csiky Gergely Színház, Kaposvár (2000)
- Fame (Tyron) – Piccolo Színház (2000)
- Lúdas Matyi – Csiky Gergely Színház, Kaposvár (2000)
- Don Juan (Don Alonso) – Csiky Gergely Színház, Kaposvár (2001)
- Szenvedéstörténet (Mokri) – Csiky Gergely Színház, Kaposvár (2001)
- Volt lelkek, avagy a vécépapír legújabb története (Alekszander Szergejevivs Puskin) – Csiky Gergely Színház, Kaposvár (2002)
- Kasimír és Karoline (Kikiáltó) – Csiky Gergely Színház, Kaposvár (2002)
- A patikus (Merlio Malfatti) – Pasztell Színházi Társulás (2002)
- Diótörő(Fehér egér) – Kaposvári Csiky Gergely Színház (2002)
- Egerek és emberek (Crooks) – Csiky Gergely Színház, Kaposvár (2002)
- Bolondok iskolája (Dragmar) – Szkéné Színház
- Hófehérke (Herceg) – Csiky Gergely Színház, Kaposvár (2004)
- Fahim (Fahim) – Csiky Gergely Színház, Kaposvár (2004)
- A maratoni futók tiszteletkört futnak (Ördög Gyenka) – Csiky Gergely Színház, Kaposvár (2004)
- Julius Caesar (Lucilius) – Csiky Gergely Színház, Kaposvár (2005)
- Paravarieté – Kaposvári Csiky Gergely Színház (2005)
- Csókos asszony (Róth Manfréd) – Csiky Gergely Színház, Kaposvár (2005)
- Vesztegzár a Grand Hotelban (Decker tanár) – Csiky Gergely Színház, Kaposvár (2006)
- Hagymácska (Paradicsom lovag) – Csiky Gergely Színház, Kaposvár (2007)
- A hülyéje (Soldignac) – Csiky Gergely Színház, Kaposvár (2007)
- Fekete Péter (Chineau) – Csiky Gergely Színház, Kaposvár (2007)
- Úri muri (Kalma István) – Csiky Gergely Színház, Kaposvár (2007)
- Ahogy tetszik (Oliver) – Csiky Gergely Színház, Kaposvár (2008)
- Anconai szerelmesek (Don Tomao) – Csiky Gergely Színház, Kaposvár (2009)
- Naphosszat a fákon (Bárpultos) – Csiky Gergely Színház, Kaposvár (2009)
- Oidipusz király (Kar) – Csiky Gergely Színház, Kaposvár (2009)
- Nem fizetek! (Egy vasat se!) – Csiky Gergely Színház, Kaposvár (2010)
- Erzsébet (Willy) – Csiky Gergely Színház, Kaposvár (2010)
- Portugál (csipesz) – Csiky Gergely Színház, Kaposvár (2010)
- Emberfarm (Süvi) – Csiky Gergely Színház, Kaposvár (2011)
- La Mancha lovagja (Pedro) – Csiky Gergely Színház, Kaposvár (2011)
- Pán Péter (Smee) – Csiky Gergely Színház, Kaposvár (2011)
- Szinyor Béla (Pityu) – Csiky Gergely Színház, Kaposvár (2012)
- A helység kalapácsa (Fejenagy) – Csiky Gergely Színház, Kaposvár (2012)
- Szép Heléna (Agamemnón) – Csiky Gergely Színház, Kaposvár (2012)
- Othello Gyulaházán (Tornyos Franci) – Csiky Gergely Színház, Kaposvár (2012)
- Cigánytábor az égbe megy (Bucsa) – Csiky Gergely Színház, Kaposvár (2013)
- Hippolyt, a lakáj (Makáts, főtanácsos) – Csiky Gergely Színház (2013)
- Bölcs Náthán (egy dervis) – Csiky Gergely Színház (2013)
- Az eltört korsó (Fényes, jegyző) – Csiky Gergely Színház (2014)
- Árnyország (Riley) – Csiky Gergely Színház (2014)
- Luxemburg grófja (Sir Basil) – Csiky Gergely Színház (2016)
- A turbin család napjai (Sztudzinszkij) – Csiky Gergely Színház (2017)
- Müller táncosai (Menedzser) – Csiky Gergely Színház (2018)

Filmszerepek:
- Kisváros; Csomag az ülés alatt című epizód (Szentesi Gyula) – 1998
- Dallas Pashamende (Janku) – 2004
- Szőke kóla (Robi) – 2005
- Tabló – Minden, ami egy nyomozás mögött van! – 2008
- ZooKids – Mentsük meg az Állatkertet! – 2008
- Látogatás – 2010
- Mancs (Garai) – 2013
- Argo 2. – 2013
- Csigavér
- Az eltévedt gyermek
- Veszettek – 2015
- Drága örökösök – 2019-2020
- Nofilter – 2019
- Drága örökösök – A visszatérés – 2022–2024

Saját színházi darabok:
- Hétköznapi show – valahogy boldogulni
- A show folytatódik

Rendezések:
- Elfelejtett cigányének – 1995
- A kor szelleme – 1998
- Mátyástéri muzsikusok c. egyfelvonásos zenés pódiumjáték – 2000-2004
- Bangó c. Portréfilm Magyar Televízió – 2002
- Hadmennyen c. kisjátékfilm – 2004
- Wilhelm Hauff: A kis Mukk története – 2006
- Gyermekszínház
- Hétköznapi show – valahogy boldogulni
- A show folytatódik

Szinkronhang:
- Haláli suli-buli (Chip Hendrix)
- Mutánsok

## Díjai és elismeriései
- Komor István-vándorgyűrű (2020)[3]
- Jászai Mari-díj (2022)[4]